# Sevas Tra
Sevas Tra дебютный альбом американской ню-метал группы Otep, выпущенный в 2002. «Sevas Tra» — обратное прочтение «Art saves». Дебютировал на 145 строчке в Billboard 200.

## Критика
Альбом получил положительные отзывы. Allmusic дал альбому 4 из 5 звёзд: «Sevas Tra это запись, которая держит высокую планку для готического метала.» CMJ дал альбому очень высокую оценку.

## Музыкальный стиль
Альбом записан в стиле ню-метал с сильным влиянием дэт-метала, грув-метала. Также в альбоме присутствуют элементы рэпа, готик-метала, а также грайндкора. Песни «T.R.I.C» и «Battle Ready» содержат речитатив. Allmusic назвал альбом «более тяжёлым, чем Iowa от Slipknot».

## Список песен
| №   | Название                 | Длительность |
| --- | ------------------------ | ------------ |
| 1.  | «Tortured»               | 1:39         |
| 2.  | «Blood Pigs»             | 4:03         |
| 3.  | «T.R.I.C.»               | 3:05         |
| 4.  | «My Confession»          | 5:31         |
| 5.  | «Sacrilege»              | 4:09         |
| 6.  | «Battle Ready»           | 4:21         |
| 7.  | «Emtee»                  | 3:58         |
| 8.  | «Possession»             | 4:54         |
| 9.  | «Thots»                  | 4:09         |
| 10. | «Fillthee»               | 3:36         |
| 11. | «Menocide»               | 4:51         |
| 12. | «Jonestown Tea»          | 9:47         |
| 13. | «Brother» (Скрытый трек) | 7:03         |

## Участники записи
- Отеп Шамайя — вокал
- Роб Паттерсон — гитара
- Джейсон Магуайр — бас-гитара, бэк-вокал
- Марк Бистани — ударные